# Skarszewo (województwo warmińsko-mazurskie)
Skarszewo – wieś w Polsce położona w województwie warmińsko-mazurskim, w powiecie iławskim, w gminie Iława.
W latach 1975–1998 miejscowość należała administracyjnie do województwa olsztyńskiego.
Przed 2023 r. miejscowość była częścią wsi Gulb.